# Josef Batliner
Josef Batliner (* 21. März 1872 in Mauren, Liechtenstein; † 3. Dezember 1956 in Feldkirch) war ein österreichischer Politiker und Mediziner. Er war von 1934 bis 1938 Abgeordneter zum Vorarlberger Landtag. 

## Ausbildung und Beruf
Nach dem Besuch der Volksschule in Mauren und des Kollegium Maria Hilf Schwyz absolvierte Batliner das Gymnasium in Schwyz und Brixen sowie das Staatsgymnasium Feldkirch. 1892 legte er in Brixen die Matura ab und studierte danach zwei Semester Medizin an der Universität Innsbruck. Er setzte sein Studium an den Universitäten Wien und Graz fort und promovierte am 19. Dezember 1898 zum Doktor der gesamten Heilkunde. Seine Spitalsausbildung absolvierte er in der Folge an einer Klinik für Frauen und Interne Medizin in Wien, anschließend wechselte er an das Krankenhaus Oberhollabrunn. Er gründete 1902 in Feldkirch seine eigene Arztpraxis und wirkte in der Folge von 1906 bis 1938 als Stadtarzt in Feldkirch. Von 1910 bis 1938 war er außerdem Bahnarzt; während des Ersten Weltkrieges wurde er als Truppenarzt sowie in der Folge auch als Chefarzt am Militärspital in Feldkirch eingesetzt. Batliner war zudem Präsident des Liechtensteinischen Staatsgerichtshofes und Rettungsarzt des Roten Kreuzes.

## Politik und Funktionen
Er gehörte vor dem Ersten Weltkrieg der Stadtvertretung von Feldkirch an und wurde 1934 als Standesvertreter des Berufsstandes der Freien Berufe vom Vorarlberger Landeshauptmann zum Mitglied des Ständischen Landtags berufen. Batliner gehörte in der Folge vom 14. November 1934 bis zum Anschluss Österreichs am 12. März 1938 dem Landtag an. Batliner war des Weiteren Vorstandsmitglied der Vorarlberger Ärztekammer.

## Privates
Josef Batliner wurde als Sohn des Maurener Land- und Gastwirts Bartholomäus Batliner (1842–1912) und dessen ebenfalls aus Mauren stammenden Gattin Ursula Meier (1837–1900) geboren. Er heiratete am 23. September 1902 in Hollabrunn die in Oberhollabrunn geborene Anna Weislein (1882–1918) und wurde 1903 bzw. 1905 Vater je einer Tochter. Batliner war seit 1892 Mitglied der katholischen Studentenverbindung AV Austria Innsbruck und später noch der KÖHV Carolina Graz und KaV Norica Wien, damals im CV, heute im ÖCV.

## Auszeichnungen
- Ritterkreuz des Franz-Josefs-Ordens
- Militär-Verdienstmedaille (Signum laudis)
- Ehrenzeichen für Verdienste um das Rote Kreuz